# Comuna Nevetlenfalău, Vînohradiv
Nevetlenfalău (în ucraineană Неветленфолу, transliterat: Nevetlenfolu, în maghiară Nevetlenfalu) este o comună în raionul Vînohradiv, regiunea Transcarpatia, Ucraina, formată din satele Botar, Nevetlenfolu (reședința), Nove Klînove, Okli și Okli Hed.

## Demografie
Componența lingvistică a comunei Nevetlenfalău
     Maghiară (90,28%)
     Ucraineană (8,81%)
     Alte limbi (0,79%)
Conform recensământului din 2001, majoritatea populației comunei Nevetlenfalău era vorbitoare de maghiară (90,28%), existând în minoritate și vorbitori de ucraineană (8,81%).